# Callac
Callac település Franciaországban, Côtes-d’Armor megyében. Lakosainak száma 2274 fő (2022. január 1.). Callac Bulat-Pestivien, Calanhel, La Chapelle-Neuve, Duault, Plougonver, Plusquellec és Saint-Servais községekkel határos.

## Népesség
A település népességének változása:
| Lakosok száma | 3043 | 2872 | 2592 | 2375 | 2236 | 2211 | 2213 | 2229 | 2233 | 2274 |
|               | 1968 | 1982 | 1990 | 2006 | 2013 | 2015 | 2017 | 2019 | 2020 | 2022 |